# Karakal
Karakal (lat. Caracal caracal) je afroazijska mačka srednje veličine, jedan od predstavnika roda Caracal. Riječ karakal dolazi iz turske riječi "karakulak", što znači "crno uho".
Najčešće nastanjuje suhe stepe i polupustinje, ali može se naći i u šumovitim i grmovitim krajevima, te savanama.

## Izgled
Karakal je mršava, ali ipak mišićava mačka, s dugim nogama i kratkim repom. Mužjaci su teški 13-19 kilograma, dok je tjelesna masa ženki 6-12 kilograma. Nalikuje običnom risu;  dugo se smatralo da je karakal bliski srodnik riseva. Duljina tijela je 55-91 centimetar, a rep je relativno kratak, sa svojih 22-31 centimetar. Visina ramena varira između 38 i 50 centimetara. U usporedbi s risevima, ima dulje noge i kraće krzno.
Boja krzna varira između crvenkaste, sive i boje pijeska. Česti su i melanistički (crni) karakali. Najuočljivije obilježje karakala su izdužene, resaste crne uši, koje objašnjavaju podrijetlo njegova imena. Mladuncima su uši crne i s vanjske strane, što nestaje kada odrastu.

## Ponašanje i prehrana
Odrasli karakal živi sam, rijetko u paru. Kao i druge mačke, teritorij označava svojim mirisom. Ostavlja izmet na vidljivom mjestu, ili prska mokraćom na grmlje ili panjeve.
Karakal lovi šuljajući se, sve dok ne dođe na udaljenost od 5 metara, kada počinje brzo trčati i skakati. Manji plijen ubija ugrizom u potiljak, dok veću životinju ugrize u grlo, pa ju razdere svojim kandžama. Ako je plijen prevelik, pa ga ne može odjednom pojesti, sakriva ga, te se vrati poslije po njega. Često plijen sakriva u drveću.

## Podvrste
- Caracal caracal algira (Wagner, 1841.), sjeverna Afrika
- Caracal caracal caracal (Schreber, 1776.), istočna, srednja i južna Afrika
- Caracal caracal damarensis (Roberts, 1926.), Namibija
- Caracal caracal limpopoensis (Roberts, 1926.), Bocvana
- Caracal caracal lucani (Rochebrune, 1885.), Gabon
- Caracal caracal nubica (J. B. Fischer, 1829.), Etiopija, Sudan
- Caracal caracal poecilotis (Thomas and Hinton, 1921.), zapadna Afrika
- Caracal caracal schmitzi (Matschie, 1912.), Izrael, zapadna Azija, Iran, Arabija, Pakistan, Indija, Jordan

## Vanjske poveznice
Ostali projekti
|  | Zajednički poslužitelj ima stranicu o temi Karakali    |
|  | Zajednički poslužitelj ima još gradiva o temi Karakali |
|  | Zajednički poslužitelj ima još gradiva o temi Caracal  |
|  | Wikivrste imaju podatke o taksonu Karakali             |